# Atomic Chess

Nxg7會引起爆炸

Atomic Chess（直譯：原子棋、核棋），是種改變吃子規定的國際象棋變體，遊戲步調快速，出現在許多象棋變體的對弈網站中。

## 遊戲規則
除了使用正統的國際象棋規則外，另加規則如下：
- 被殺的棋子與主動殺別人的棋子會同時失去，並且以主動殺別人的棋子為中心，將鄰近八格、不是士兵的棋子全部移除。

chess.com版规则  （页面存档备份，存于）：
- 吃子會導致爆炸。
- 兵會在爆炸中生存。

(前与一般的atomic chess相同)
- 王無法吃子爆炸。
- 兩王可並肩在相鄰方格上。
- 玩家不能做出引爆自己國王的動作。
- 如果玩家可以吃子爆炸殺王，則check可被無視。

## 外部連結
- 規則介紹 （页面存档备份，存于）
- 遊戲下載